# Opération Manta
L'opération Manta est une opération militaire française qui s'est déroulée au Tchad d'août 1983 à novembre 1984 en soutien au Tchad dans le cadre du conflit tchado-libyen.

## Contexte
Le Tchad a été plongé dans une guerre civile de 1965 à 1979. Le calme ne dure pas et dès l'année suivante, les vainqueurs se déchirent lorsqu'Habré, devenu ministre de la Défense, se rebelle contre Goukouni Oueddei, jusqu'à ce qu'il reprenne N'Djaména le 7 août 1982.
Le guide libyen Mouammar Kadhafi décide de rentrer dans le conflit en reconnaissant Oueddei comme chef légitime du pays, en armant des combattants tchadiens, et en envoyant d'importantes troupes sur le territoire tchadien. C'est le début du conflit tchado-libyen.
Cette offensive libyenne inquiète les autorités françaises qui considèrent que l'action de Mouammar Kadhafi pourrait déstabiliser la région dans le cas où il venait à envahir le sud du Tchad et qui craint l'expansionnisme de l'intégrisme musulman.
Le 9 août 1983, lorsqu'il devient clair que la souveraineté du Tchad est en danger, le président François Mitterrand décide d'envoyer 3 000 soldats sur place.

## Opération
L'opération est baptisée Manta. Elle mobilise notamment quatre avions Mirage F1 et six SEPECAT Jaguar. Les Français sont appuyés par les forces militaires de la république démocratique du Congo.qui se nomme Zaïre à l'époque. Les 3 000 rebelles de Oueddei et les soldats libyens sont contraints de se replier sur la bande d'Aozou.
En 1984, un accord de non-agression est trouvé avec Kadhafi. Le 17 septembre 1984, l'accord de retrait mutuel des troupes est annoncé. Hissène Habré se rend immédiatement au palais de l'Élysée pour réclamer le maintien des troupes, que le président Mitterrand lui refuse.
L'opération sera suivie en 1986 par l'opération Épervier lors de la reprise des hostilités. Celle-ci sera maintenue jusqu'au 1er août 2014, avant d'intégrer l'opération Barkhane.

## Bilan
Avec 158 militaires français morts au cours d'opérations extérieures dans ce pays dont 93 « morts pour la France » entre 1968 et 2011, le Tchad est, à égalité avec le Liban, au premier rang des pertes militaires françaises en opérations extérieures depuis 1963.
Le 7 avril 1984, neuf soldats français trouvent la mort dans un accident de déminage. Ils sont inscrits sur le monument aux morts pour la France en opérations extérieures.